# Groovin' Blue
『Groovin' Blue』（グルービン・ブルー）は中山美穂の19作目のスタジオ・アルバム。1997年6月21日にキングレコードより発売された。(CD: KICS-620)

## 概要
同月に発売された先行シングル「マーチカラー」を含む全13曲で構成されている。全曲本人作詞（共作を含む）によるアルバムは今作が初めて。タイトル通りグルーヴ感を全面に押し出し、リズム楽器は打ち込みによるもの。
M-13「The Eternities」はコンサートでの定番曲になった。
アートワークはサカグチケンが担当している。
同年12月には本作収録曲をリミックスしたアルバム『THE REMIXES MIHO NAKAYAMA MEETS New York GROOVE』が、また翌年1月には『THE REMIXES MIHO NAKAYAMA MEETS Los Angeles GROOVE』が発売になった。
本作を引っ提げてのコンサートツアー『Miho Nakayama Concert Tour '97 ″Groovin' Blue″』（全国38公演）が行われた。尚、当ツアーは映像化されていない。

## 収録曲

### CD
| #         | タイトル                           | 作詞               | 作曲                 | 編曲      | 時間  |
| --------- | ---------------------------------- | ------------------ | -------------------- | --------- | ----- |
| 1.        | 「SYMPATHY」                       | 中山美穂           | 上田知華             | 武部聡志  | 3:58  |
| 2.        | 「ANGEL SOUL」                     | 中山美穂           | 内藤慎也             | 内藤慎也  | 5:17  |
| 3.        | 「小さな太陽－CARROT RED」         | 中山美穂           | 内藤慎也             | 内藤慎也  | 4:33  |
| 4.        | 「YEAH!」                          | 中山美穂           | 内藤慎也             | 内藤慎也  | 3:33  |
| 5.        | 「PRECIOUS LOVE」                  | 中山美穂・小竹正人 | 山口智・井上ヨシマサ | 宮田繁男  | 3:49  |
| 6.        | 「SHINING FOR YOU」                | 中山美穂           | 上田知華             | 内藤慎也  | 3:56  |
| 7.        | 「嘘はやめた ～DISAPPOINTED LOVE」 | 中山美穂           | 上田知華             | 竹下欣伸  | 6:39  |
| 8.        | 「マーチカラー」                   | 中山美穂・小竹正人 | 大滝裕子             | 竹下欣伸  | 3:52  |
| 9.        | 「付和雷同 －WHAT⇧I⇩DO－」         | 中山美穂           | 宮田繁男             | 宮田繁男  | 5:12  |
| 10.       | 「月のリング」                     | 中山美穂           | M Rie                | 内藤慎也  | 5:10  |
| 11.       | 「優しい人」                       | 中山美穂           | 谷脇仁美             | 塩谷哲    | 4:03  |
| 12.       | 「RUBY IN GLASS」                  | 中山美穂           | 大滝裕子             | 武部聡志  | 5:03  |
| 13.       | 「The Eternities」                 | 中山美穂           | 荒木啓介             | 宮田繁男  | 6:26  |
| 合計時間: | 合計時間:                          | 合計時間:          | 合計時間:            | 合計時間: | 61:39 |

### 備考
1. SYMPATHY
2. ANGEL SOUL
3. 小さな太陽 －CARROT RED
4. YEAH!
5. PRECIOUS LOVE
  - 楠瀬誠志郎がコーラスで参加している。
6. SHINING FOR YOU
  - シングル「マーチカラー」のカップリング曲。
7. 嘘はやめた ～DISAPPOINTED LOVE
8. マーチカラー
  - 先行シングル表題曲。
9. 付和雷同 －WHAT⇧I⇩DO－
  - 米倉利紀がコーラスで参加している。
10. 月のリング
11. 優しい人
12. RUBY IN GLASS
13. The Eternities

## 再発盤
- 2015年10月14日 - CD（廉価盤 KICS-3279）
2015年リマスタリング仕様で「30th Anniversary Original Album Collection」として、これまでにリリースしたアルバムのうち25作品が同日再発売された[2]。